# Pirmil
Pirmil település Franciaországban, Sarthe megyében. Lakosainak száma 505 fő (2022. január 1.). Pirmil Vallon-sur-Gée, Tassé, Chantenay-Villedieu, Fercé-sur-Sarthe, Maigné és Noyen-sur-Sarthe községekkel határos.

## Népesség
A település népességének változása:
| Lakosok száma | 504  | 528  | 513  | 505  | 501  | 502  | 498  | 505  |
|               | 2013 | 2015 | 2017 | 2018 | 2019 | 2020 | 2021 | 2022 |